# Peter Benton
Peter Benton est un personnage de fiction de la série télévisée Urgences interprété par Eriq La Salle.
Il fait partie des cinq personnages originaux de la série à compter de 1994. Peter Benton est un interne en chirurgie apparaissant froid, dévoué totalement à son travail : il n'a pas de vie en dehors de la chirurgie, il apparait compétent mais est encore étudiant et il fait tout pour se faire remarquer par ses mentors, en particulier David Morgenstern. Il quitte le service de chirurgie en 2002, dans la saison 8, pour avoir plus de temps pour son fils sourd, Reese.

## Chronologie

### Ses débuts
Dans la saison 1, Benton est interne et supervise John Carter, étudiant en médecine. Peter est présomptueux, arrogant, Morgenstern, son mentor, lui trouve toutes les qualités d'un grand chirurgien. Avec sa sœur Jackie, il s'occupe de leur mère malade qui mourra à la fin de cette saison. Benton est aussi très honnête : dans la saison 2, il n'hésite pas à dénoncer le célèbre Dr. Karl Vucevich de fausser les résultats de son étude. Il sera renvoyé de son équipe et démoli par ses collègues mais son talent aura vite raison de sa réputation. Il a eu une liaison avec Jeanie Boulet, assistante médicale. Quand elle lui annonce qu'elle est séropositive, il doit faire le test qui sera négatif. Dans la saison 3, il sera responsable de Carter toujours, devenu interne en chirurgie, et de Dennis Gant à qui il mènera la vie dure. Ce dernier finira par se suicider. Benton souhaite ensuite se spécialiser dans la chirurgie pédiatrique car c'est la spécialité la plus difficile mais il est recalé et retrouve une place dans l'équipe de chirurgie générale avec le Dr Hicks.

### La naissance de son fils
Peter a une liaison avec Carla Reese. Elle tombera enceinte, ils se sépareront mais il l'aidera à élever cet enfant, Reese Benton. C'est un tournant dans la vie de Peter. Ses priorités ont changé, son fils passe avant tout. Dans la saison 4, il se heurte au sulfureux Robert Romano et fait la connaissance du Dr Elizabeth Corday, chirurgienne anglaise avec qui il aura une relation ambiguë avant de former un couple. Dans cette même saison, il fait face aussi à l'envie de Carter de changer de spécialité : il ne veut plus être chirurgien. Cela affecte Benton car il a toujours tout donné pour John croyant plus que jamais en ses qualités de chirurgien. Il doit aussi affronter la démission de Morgenstern, son mentor, qui part après une opération ratée effectuée avec Peter.
Dans la saison 5, Peter et Elizabeth se séparent en bons termes bien qu'ils s'affrontent pour un poste en chirurgie thoracique qu'il obtiendra. Il découvre que Reese est sourd. Cette saison, il se consacre avant tout à son fils. Durant l'épisode 16, il passe plusieurs semaines dans le fin fond des États-Unis, dans un État rural et où le racisme est très présent. Il aidera Jeanie Boulet à surmonter un nouveau problème de santé.

### Benton et Cléo
Dans la saison 6, Peter rencontre Cléo Finch, interne en pédiatrie aux Urgences (jouée par Michael Michele). Ils seront ensemble à compter de l'épisode 16 de cette saison. Lorsque son ancien étudiant et désormais ami John Carter est poignardé, Benton fait tout pour le sauver. Il réussit un exploit et l'aidera à surmonter cette blessure. Il devient de plus en plus proche de Cléo jusqu'à lui avouer ses sentiments, partagés. Ils s'installent alors ensemble. Dans la saison 7, Peter doit faire face à un nouveau coup dur : son neveu, le fils de Jackie Benton, sa sœur, meurt dans une guerre des gangs. En plus de cela, un conflit avec Romano le conduit à son renvoi, il ne peut plus trouver de travail à Chicago et est obligé d'accepter un mauvais poste que lui offre Romano. Dans l'épisode 12, Romano lui offre le poste de directeur attaché à la question de la diversité ethnique . Dans l'épisode 14, on le voit rechercher son dossier d'inscription en médecine dans le classeur de 1993. À sa lecture, Benton se rend compte qu'il a été choisi pour ses origines afro-américaines et non pour ses bonnes notes. 

### Son départ
Dans la saison 8, Carla meurt dans un accident de voiture. Son mari, Roger, va tout faire pour récupérer Reese. Benton va alors en justice afin d'avoir la garde de son petit garçon, qui se révèle finalement ne pas être son fils biologique. Malgré cela, avec Cléo et Jackie, il se battra et gagnera. il lui faudra obtenir un aménagement d'emploi du temps, ce que Romano refuse. Benton n'hésite pas : il démissionne. Il effectuera un véritable exploit médical pour son dernier patient surpassant Romano et bluffant Corday, il réussit sa sortie. On l'apercevra dans l'épisode 16 où il aidera Elizabeth à surmonter une crise dans son couple avec Mark puis dans l'épisode 21 pour l'enterrement de ce dernier.

### Dans la saison 15
Dans la dernière saison, il travaille à Chicago dans un autre hôpital, il y rencontre Carter qui a alors besoin d'une greffe de rein. Là encore il l'aidera à surmonter cela. Il revient dans le dernier épisode de la série pour l'ouverture du centre Joshua Carter et y retrouve entre autres Elizabeth. Il est toujours avec Cléo.

## À noter
- Peter Benton apparaît dans 171 épisodes de la saison 1 à 8 et dans la 15.

- Les interprètes de son entourage sont de célèbres acteurs : Khandi Alexander (Les Experts : Miami) pour Jackie Benton, William H. Macy qui joue le Dr Morgenstern, Ron Rifkin pour le Dr Karl Vucelich, CCH Pounder (Avatar) qui joue le Dr Angela Hicks.